# Iran i olympiska vinterspelen 2014
Iran deltog med fem deltagare vid de olympiska vinterspelen 2014 i Sotji. Ingen av landets deltagare erövrade någon medalj.

## Alpin skidåkning
- Forough Abbasi
- Mohammad Kiyadarbandsari
- Hossein Saveh Shemshaki

## Längdskidåkning
- Seyed Sattar Seyd
- Farzaneh Reza Soltani